# Tealing Doocot

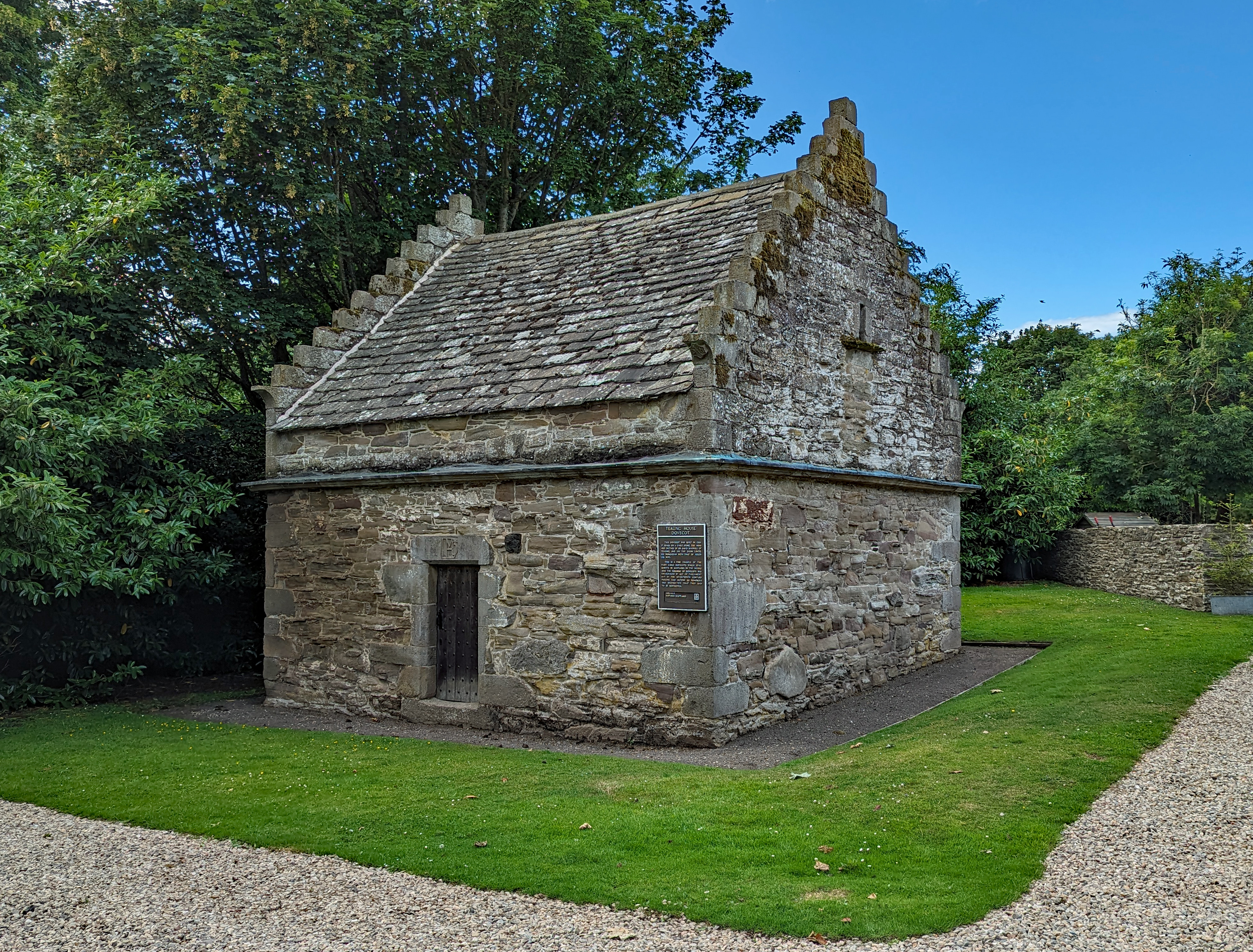
Tealing Doocot

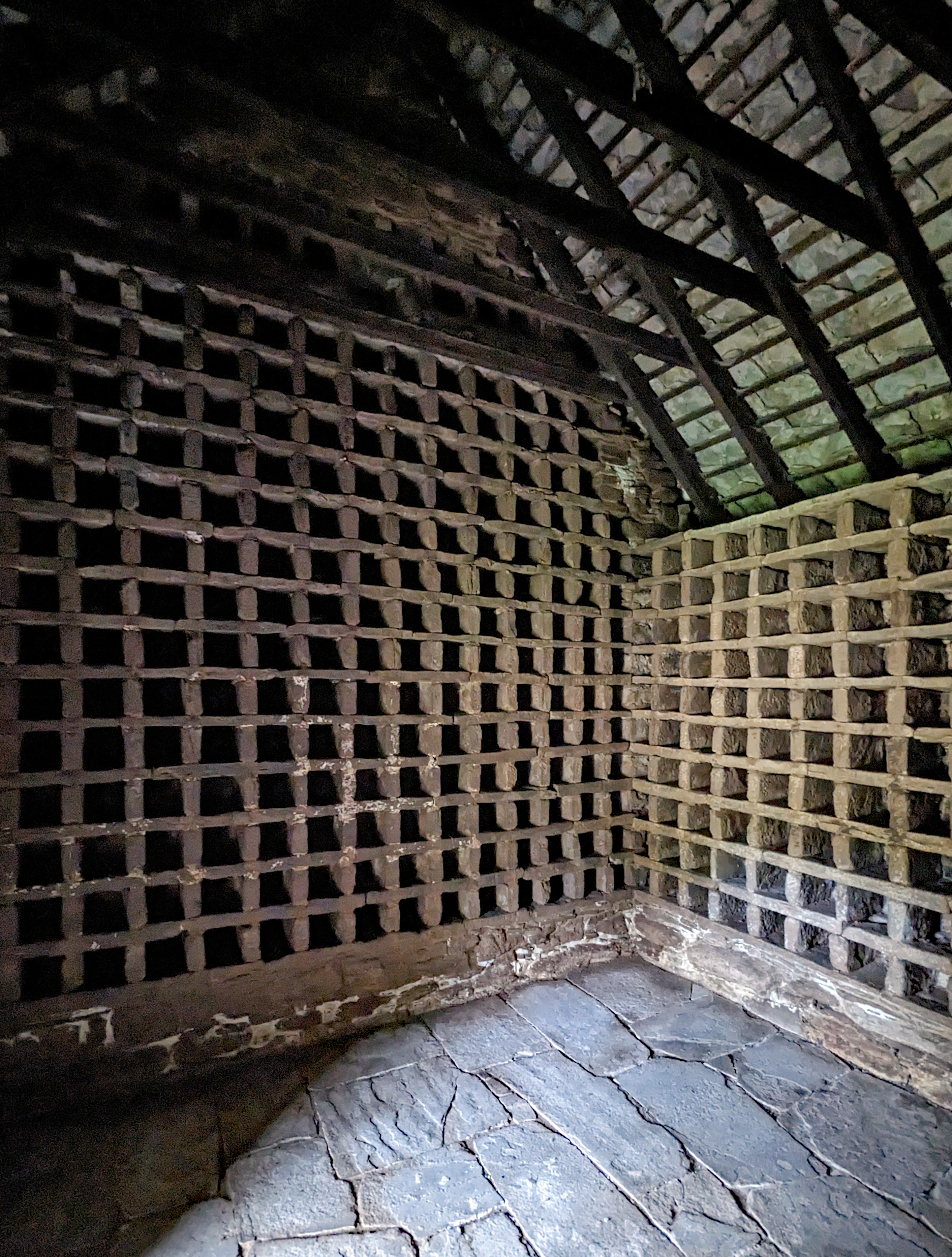
Tealing Doocot innen

Tealing Doocot (engl. Dovecote) ist ein Taubenschlag in der Nähe von Tealing House in Angus in Schottland. Das Bauwerk ist als Scheduled Monument geschützt.
Doocots waren einst in weiten Teilen Schottlands verbreitet und wurden meist als runde, bienenstockartige oder quadratische Gebäude mit Pultdach erbaut. Tealing ist in seiner Form ungewöhnlich. 
Zweck der Doocots war es, das Anwesen vor allem im Winter mit frischem Fleisch und Eiern zu versorgen. Der Kot wurde als Gülle oder bei der Herstellung von Kalkmörtel genutzt. Die Vögel ernähren sich in der umliegenden Landschaft, was Konflikte mit Nachbarn verursachte. Sie lebten in Nisthöhlen, die sich an den Innenwänden befanden.
Tealing Doocot wurde 1595 von Sir David Maxwell erbaut. Er hat keinen Zweifel daran gelassen, dass der Taubenschlag nicht als ein einfaches landwirtschaftliche Gebäude geplant war. Doocots gingen im 18. Jahrhundert zunehmend außer Nutzung. In der Nähe befindet sich das Souterrain von Tealing.